# Biserica romano-catolică din Neudorf
Biserica romano-catolică din Neudorf este un ansamblu de monumente istorice aflat pe teritoriul satului Neudorf, comuna Zăbrani. În Repertoriul Arheologic Național, monumentul apare cu codul 12803.01.
Ansamblul este format din două monumente:
- Biserica romano-catolică (cod LMI AR-II-m-A-00636.01)
- Troiță (cod LMI AR-IV-m-B-00636.02)